# Fabryka Samochodów Ciężarowych
Ne pas confondre avec Fabryka Samochodów Ciężarowych „Star”.

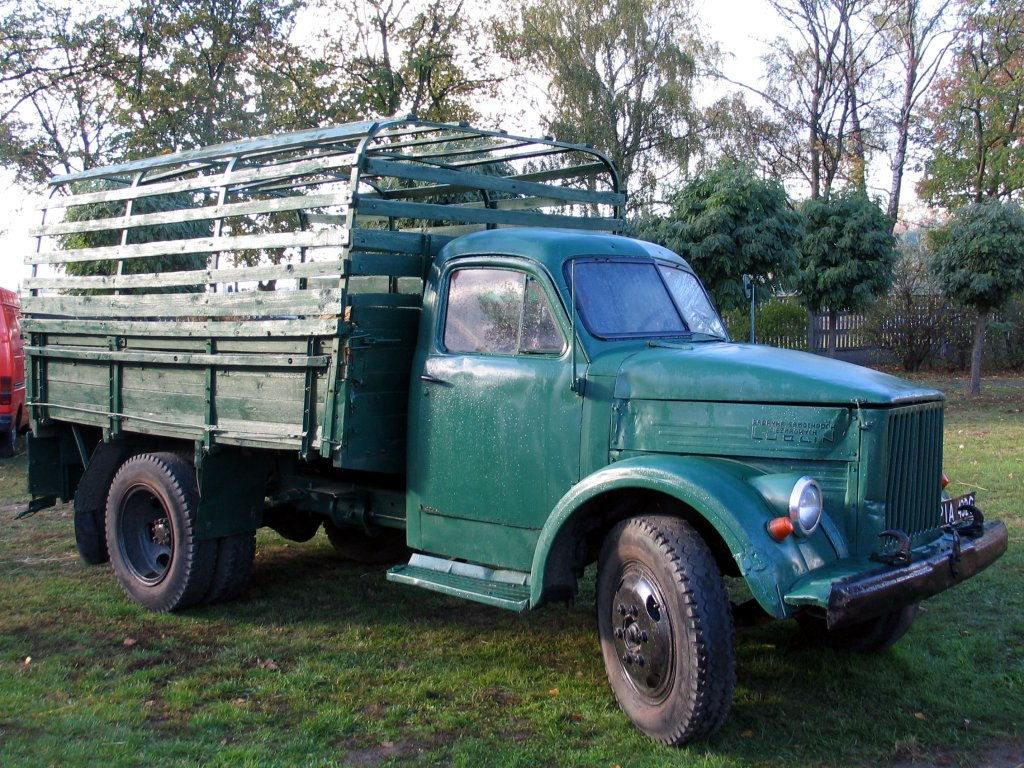
FSC Lublin-51

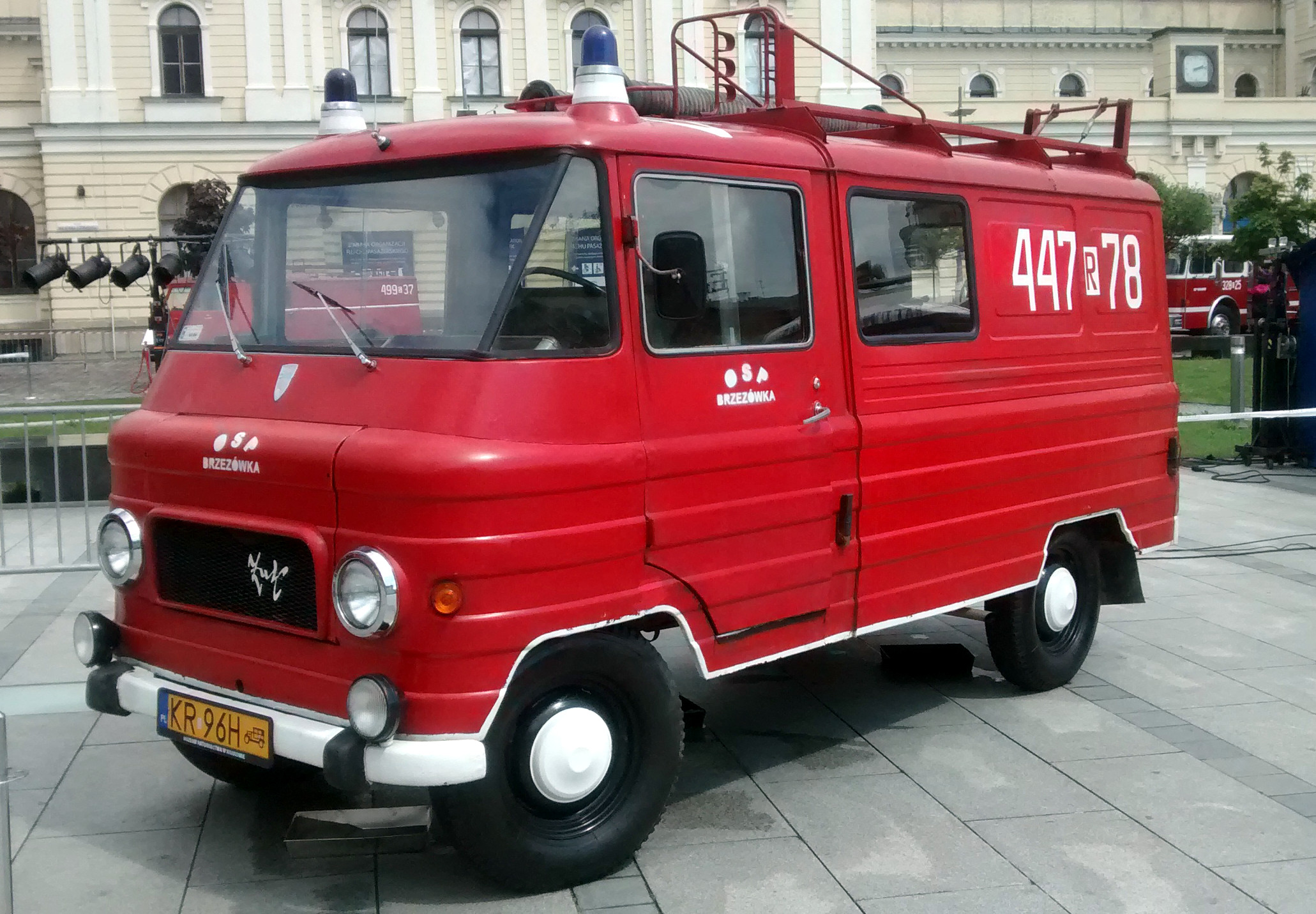
FSC Żuk A-15 camion de pompiers

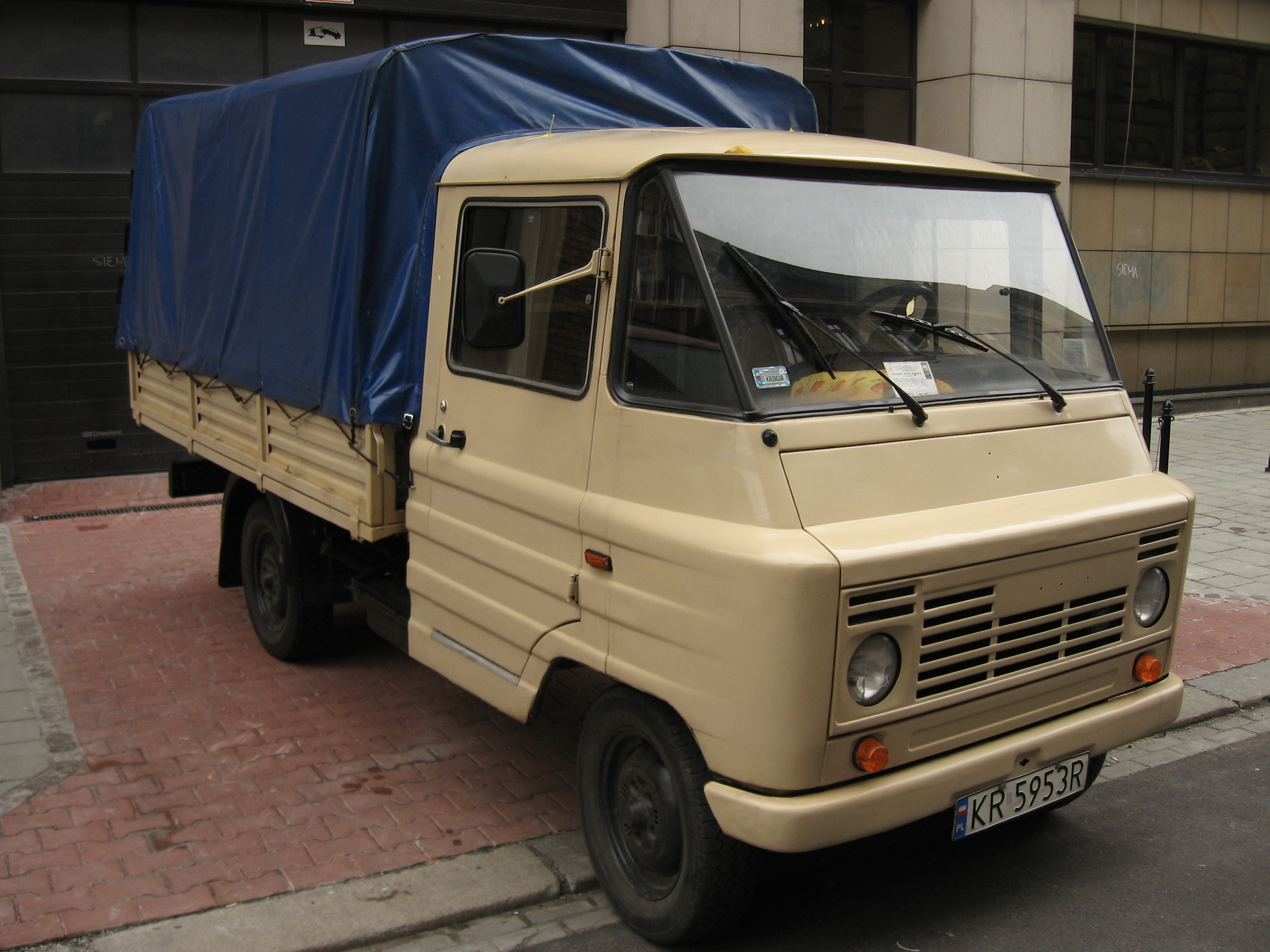
FSC Żuk A-11B

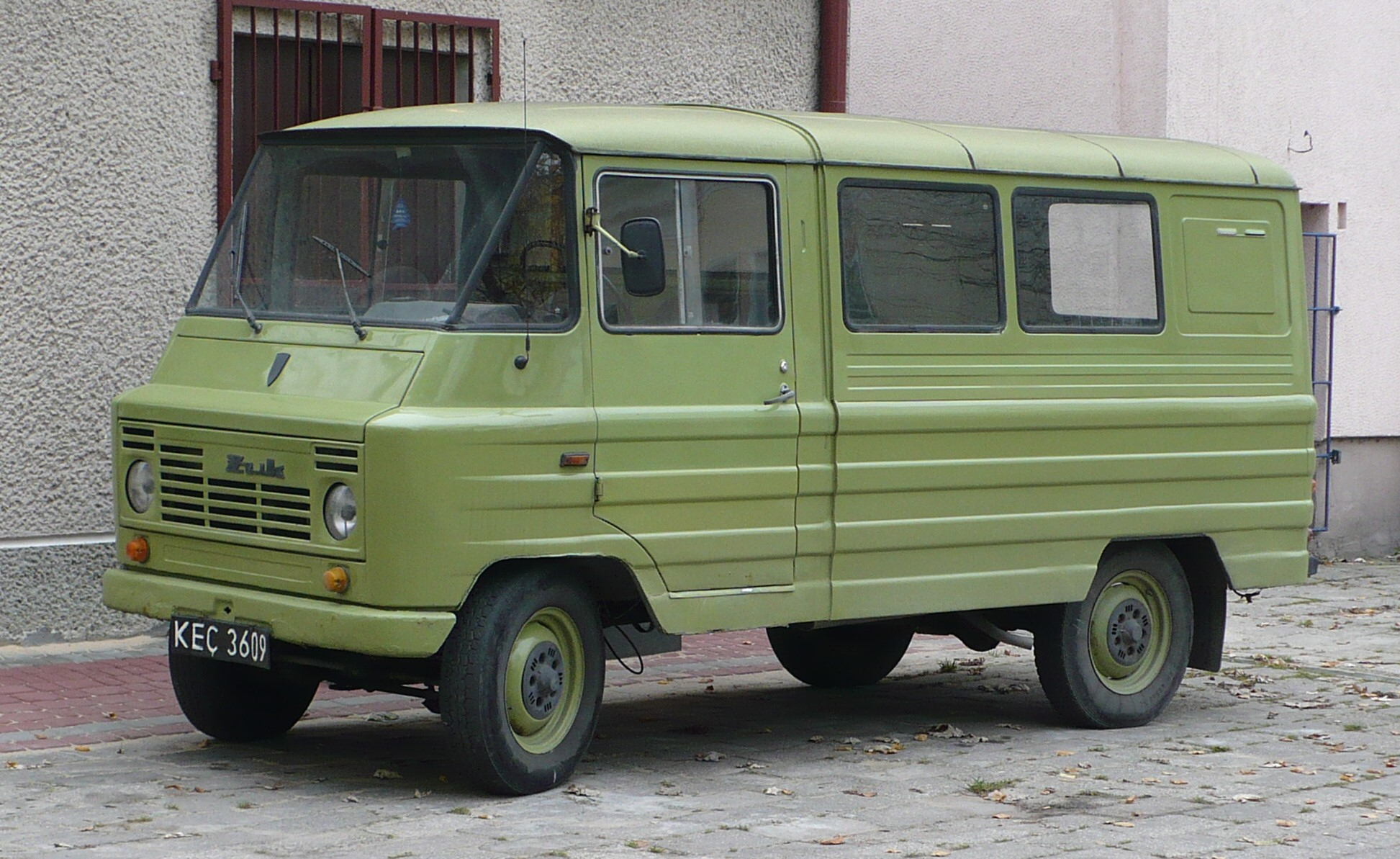
FSC Żuk A-07

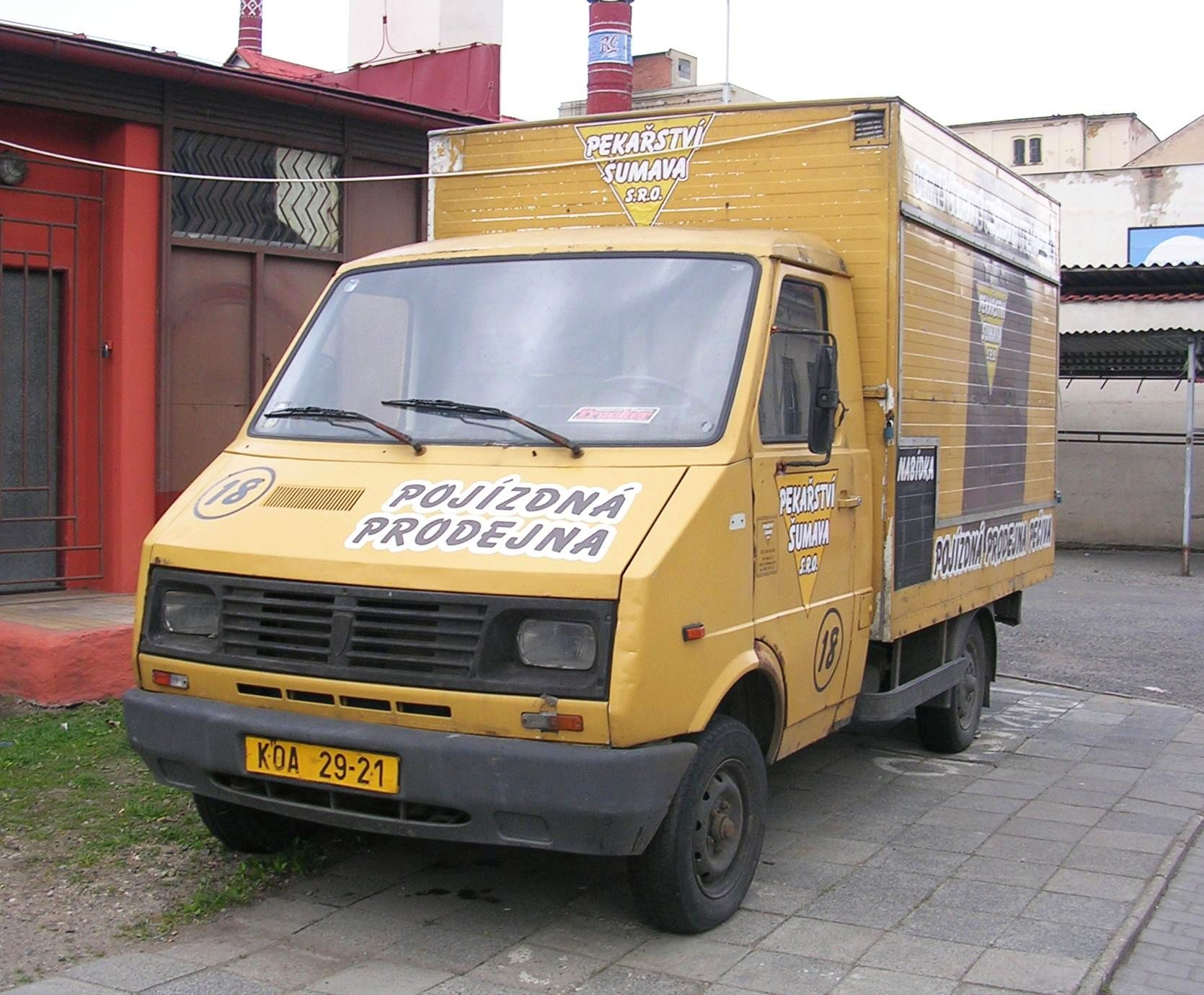
FS Lublin 33

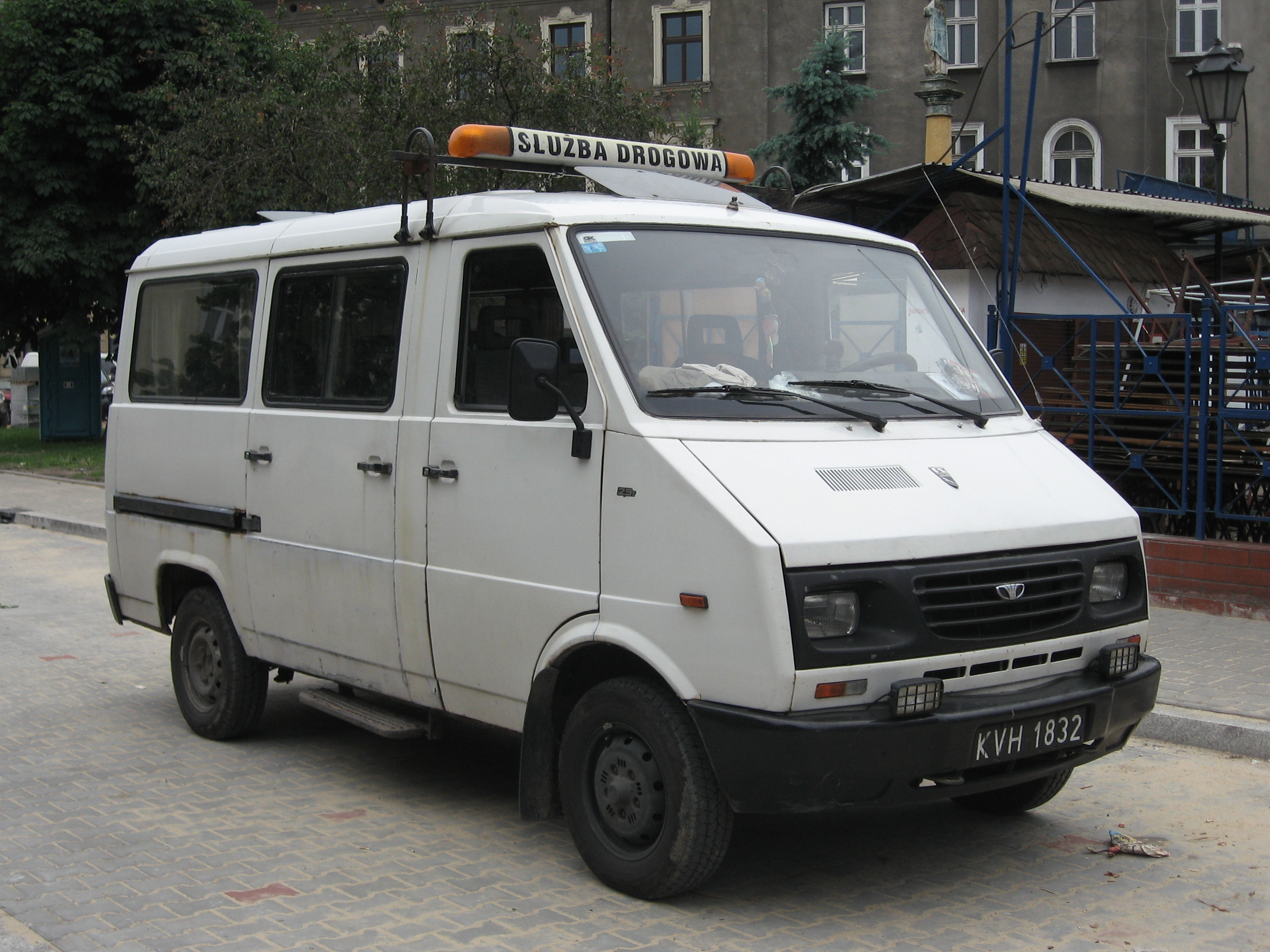
Daewoo Lublin II

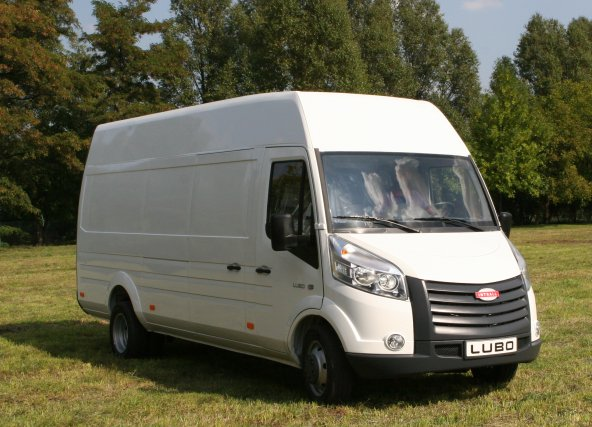
Intrall Lubo

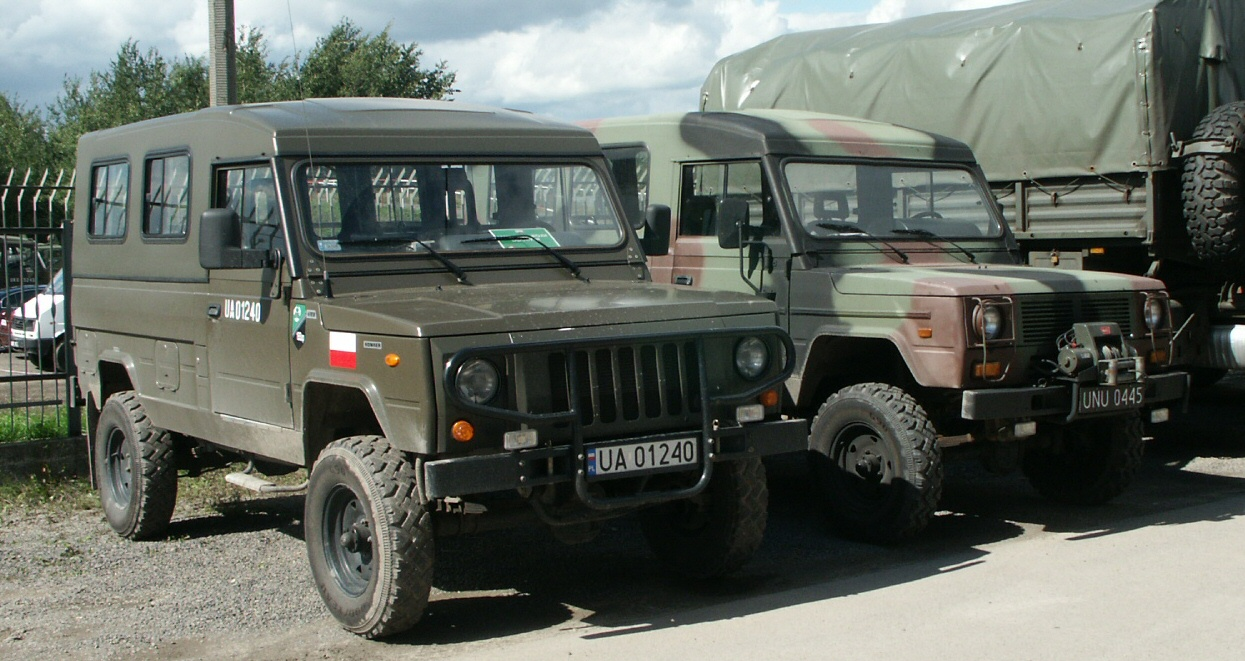
Honker 2000

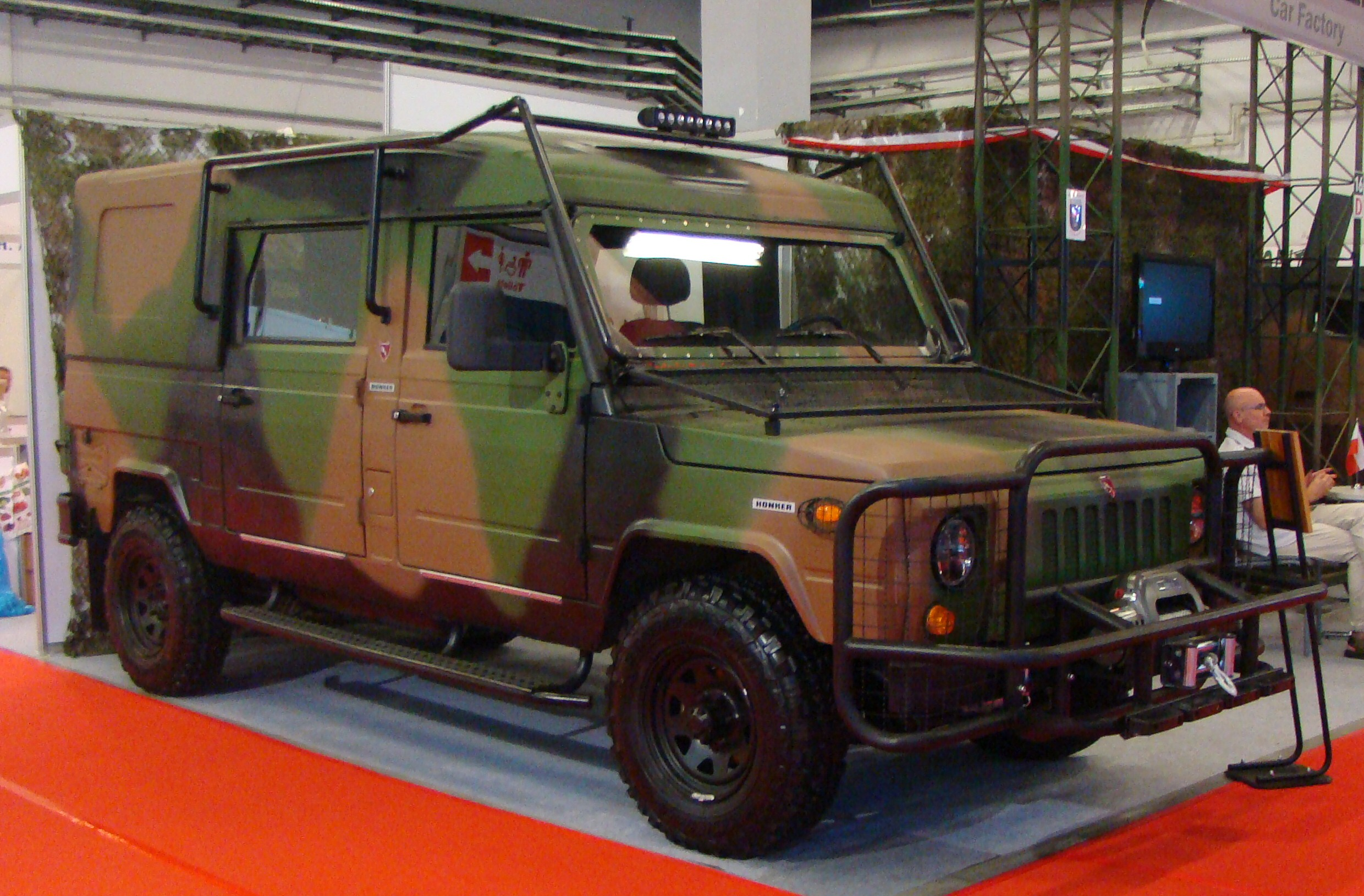
Honker 5 portes

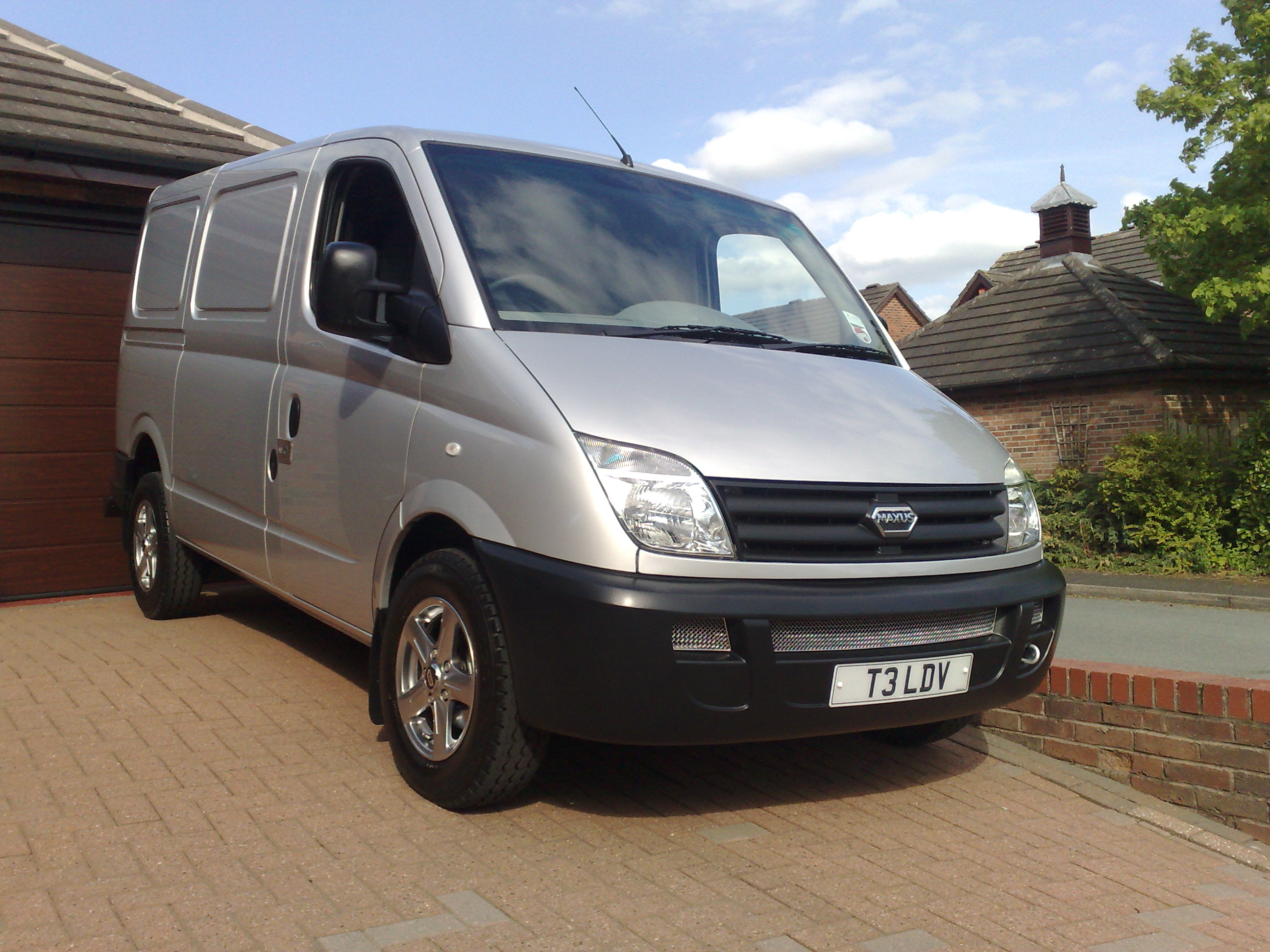
LDV Maxus

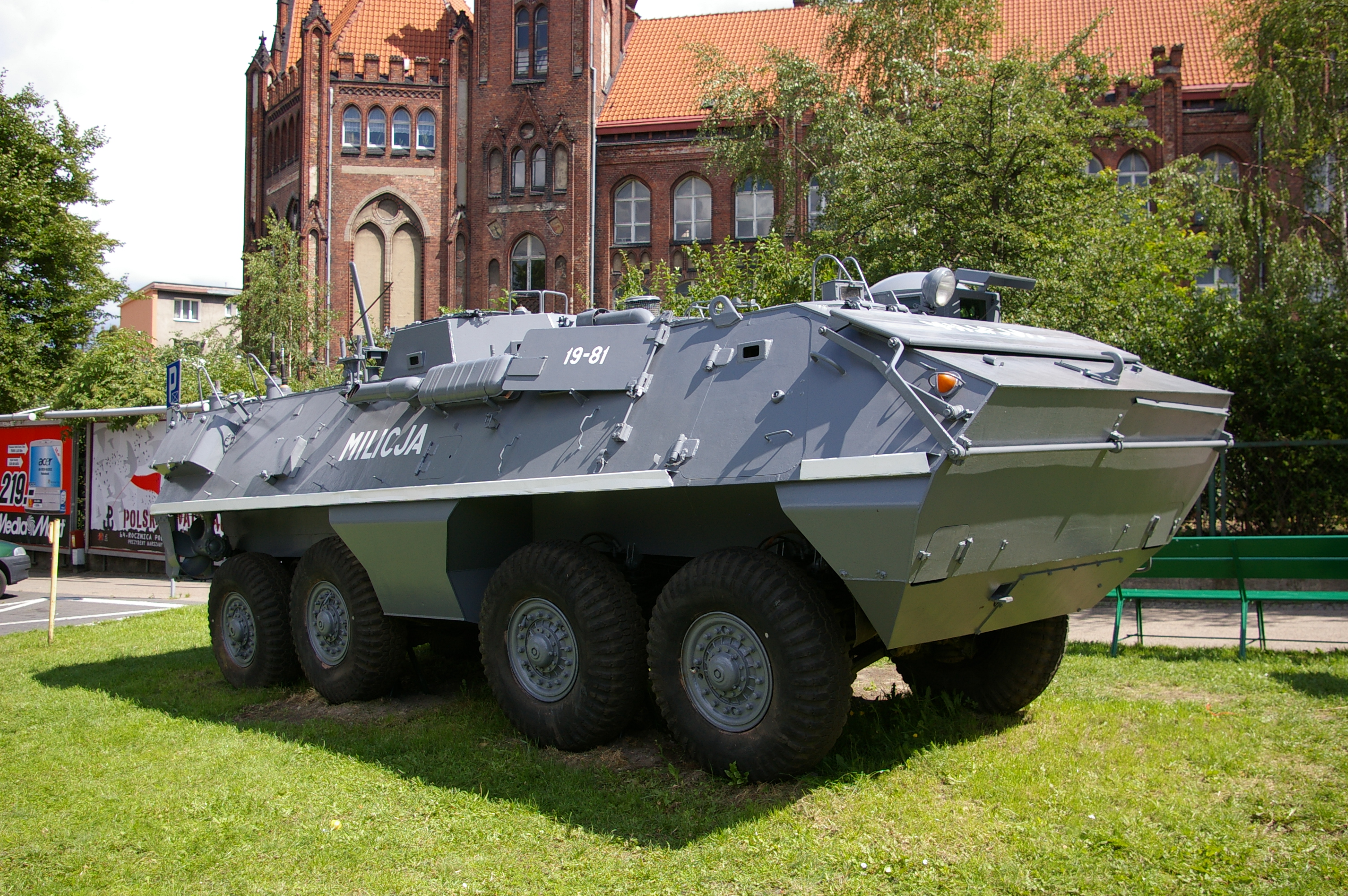
SKOT

Pour les articles homonymes, voir FSC.
Fabryka Samochodów Ciężarowych ou FSC est un constructeur de camions polonais.

## Historique
L'idée d'implanter une usine automobile dans les quartiers nord-est de Lublin date de septembre 1938 lorsque la société Lilpop, Rau i Loewenstein (en) commence à construire un hall de fabrication avec l'intention d'y produire des pièces pour voitures et camions. Le projet est arrêté par la Seconde Guerre mondiale.
Les travaux reprennent en décembre 1950 sous la surveillance d'ingénieurs soviétiques. Les futurs salariés de l'usine sont formés chez le constructeur GAZ. L'URSS envoie également la documentation technique et le matériel nécessaire pour démarrer la production.
Le 7 novembre 1951, sort de la chaîne de montage le premier GAZ-51, appelé FSC Lublin-51, un modèle qui est déjà obsolète. Les pièces importées d'URSS sont progressivement remplacées par celles fabriquées sur place. 17500 GAZ-51 ont été fabriqués de 1951 à 1959.
Le 24 juillet 1959, commence la production du FSC Żuk construit sur le châssis de FSO Warszawa par les ingénieurs Stanisław Tański et Alojzy Skwarek. Exporté dans plusieurs pays du monde, le FSC Żuk a été produits à 587 500 exemplaires.
Dans les années 1963-1971, l'usine de Lublin assemble le transporteur blindé OT-64 SKOT pour les besoins de l'armée polonaise et de l'armée tchécoslovaque. La Pologne reçoit la moitié de 4500 véhicules produits.
Mis à part les produits finis, la FSC fabrique également des composants pour les constructeurs polonais. En 1973, la FSC absorbe la Fabryka Samochodów Rolniczych et par la même obtient les droits pour la production du FSR Tarpan.
En 1993, commence la production en série de Lublin 33. La même année, la FSC assemble les Peugeot 405 dans le cadre d'une coentreprise. En 1995, la majorité des actions est achetée par le groupe sud-coréen Daewoo. De ce fait, la FSC devient Daewoo Motor Polska où sont assemblés les modèles suivants : Nexia (novembre 1995 - avril 1998), SsangYong Musso (juillet 1998 - 2000) et SsangYong Korando (fin 1998 - 2000).
Après la faillite de Daewoo sur le marché polonais en 2001, l'entreprise de Lublin est rachetée par la société Andoria SA. Dans les années 2003-2007, elle passe aux mains du groupe russo-britannique Intrall.
Le 15 octobre 2007, Intrall met la clef sous la porte. En avril 2008, l'usine fait des démarches pour produire des Tarpan Honker (en) et des Lublin. En mai 2009, l'entreprise DZT Tymińscy rachète l'usine avec les droits de production de Tarpan Honker et Lublin.

## Les directeurs
- 1950-1954 : K. Gielewski
- 1954-1956 : H. Sztraj
- 1956-1957 : B. Brajte
- 1957-1958 : Z. Nawrocki
- 1958-1959 : A. Brykalski
- 1960-1962 : W. Kwiatkowski
- 1962-1974 : G. Krupa
- 1974-1982 : H. Pawłowski
- 1982-1985 : H. Jasiński
- 1985-1987 : A. Malinowski
- 1988-1995 : Z. Prus
- 1996-1997 : W. Włoch

## Les effectifs
- 1966 : 8000
- 1969 : 10000
- 1973 : 13000
- 1977 : 10000
- 1980 : 12000
- 1984 : 10000
- 1995 : 6000
- 2001 : 1725
- 2007 : 500
- 2013 : 3000[5]